# Запотоцкий, Антонин
Антонин Запотоцкий, (чеш. Antonín Zápotocký 19 декабря 1884 года, Заколаны у Кладна, Австро-Венгрия — 13 ноября 1957 года, Прага, Чехословакия) — чехословацкий государственный деятель. Занимал должности премьер-министра Чехословакии в 1948—1953 и президента Чехословакии в 1953—1957 годах.

## Ранняя деятельность
Родился 19 декабря 1884 года в Заколанах у Кладна в семье чешского социал-демократа Ладислава Запотоцкого (1852—1916). В 1900—1921 годах являлся членом Чехословацкой социал-демократической рабочей партии (ЧСДРП), сторонник левого крыла. В 1921 году был одним из основателей Коммунистической партии Чехословакии (КПЧ), избран членом её ЦК. В 1922—1929 годах занимал пост секретаря ЦК партии. Член Политбюро (с 1954 года Президиума) ЦК КПЧ в 1929—1939 годах и с 1945 года. Кандидат в члены Исполкома Коминтерна с 1935 года (в 1928—1937 годах член Исполкома Профинтерна).
Во время Второй мировой войны был арестован и направлен в лагерь Заксенхаузен, где занимал должность капо. После войны правительство Нидерландов требовало выдачи Запотоцкого по обвинению в соучастии в смерти некоторых заключённых
.

## Деятельность при президентстве Клемента Готвальда и на посту президента
С 15 июня 1948 по 14 марта 1953 года — премьер-министр Чехословакии. Участвовал в национализации отраслей экономики страны, коллективизации сельского хозяйства, организации репрессий и показательных процессов, среди которых, например, процесс 1952 года над Рудольфом Сланским.
После смерти президента Чехословакии и председателя КПЧ Клемента Готвальда в марте 1953 года вступил в должность президента страны. При нём был продолжен жёсткий курс Готвальда, полной реабилитации репрессированных не последовало, продолжались новые репрессии (в частности, в 1954 году был осуждён Густав Гусак), хотя его режим отличался отказом от показательных процессов (было также упразднено и слито с МВД Министерство национальной безопасности Чехословакии) и несколько более мягкой политикой в отношении крестьянства. Запотоцкий выступал против форсированного курса на коллективизацию и за приоритет государственных органов над партийными, по поводу чего имел разногласия с первым секретарём ЦК КПЧ Антонином Новотным. При Запотоцком в 1955 году Чехословакия заключила с Египтом соглашение о поставках оружия, что знаменовало начало сближения арабского мира с социалистическим лагерем. Годом ранее Чехословакия стала поставлять оружие правительству гватемальского президента Хакобо Арбенса, что задним числом было объялено поводом к вмешательству США во внутренние дела Гватемалы.
Скончался 13 ноября 1957 года в Праге. Его преемником на посту президента Чехословакии стал Новотный. Его тело в генеральской форме было положено в гроб, а затем кремировано. Урна была помещена в мраморный саркофаг в Национальном памятнике на вершине Виткова холма в Праге 3. В ноябре 1989 года урна была перенесена в семейную могилу на кладбище при Страшницком крематории, где ранее хранилась и урна с прахом его жены Марии.

## Семья
С 1910 года был женат на Марии Запотоцкой (1890—1981). В браке с ней родились дочери Мария (1911—1954, в браке Кайсрова) и Иржина (1912—2002, в браке Шлеглова, похоронена рядом с отцом).

## Литературная деятельность
Является автором нескольких книг по истории чешского рабочего движения, среди которых «Встанут новые бойцы», «Бурный 1905 год», «Красное зарево над Кладно», «Рассвет».
Экранизации: «Встанут новые бойцы» (1951), «Зарево над Кладно» (1955), «Время любви и надежды» (1976).
Сам Запотоцкий считался прототипом Тоника в романе Ивана Ольбрахта «Анна-пролетарка».

## Память
- В Уфе есть улица Запотоцкого.
- В Камне-на-Оби и Тюмени есть переулок Запотоцкого.
- В Алмате есть улица Запотоцкого.
- В Шымкенте есть улица имени Запотоцкого.

## Награды
- Кавалер трёх орденов Строительства социалистической Родины (Чехословакия; 1953, 1954, 1955)[10].
- Орден Белого льва I степени (Чехословакия).
- Кавалер Большого креста Королевского ордена Камбоджи (Камбоджа).
- Орден Карла Маркса (ГДР).